# Хаутала, Хейди
Хе́йди А́ннели Ха́утала (фин. Heidi Anneli Hautala; род. 14 ноября 1955 Оулу, Финляндия) — финский политик, в прошлом — председатель партии «Зелёный союз» (1987—1991), депутат Европейского парламента (1995—2003, 2009—2011, с 2014), министр по делам сотрудничества в целях развития (2011—2013).
На выборах 2000 и 2006 годов баллотировалась на пост президента Финляндии.
Владеет финским, шведским, английским, немецким, французским и немного — русским языками.

## Биография
Родилась 14 ноября 1955 года в городе Оулу, на северно-западе Финляндии. Получила степень магистра наук по сельскому хозяйству и лесоводству в Хельсинкском университете.
В 1974 году основала вегетарианский ресторан «Kasvis». С 1980 по 1985 годы преподавала на курсах вегетарианской кулинарии.
С 1976 по 1982 годы работала корреспондентом журнала «Uuden Ajan Aura», а с 1982 по 1985 годы — корреспондентом журнала «Suomi».
С 2005 по 2007 годы была членом наблюдательного совета, а с 14 марта 2007 года — председателем совета директоров нефтяной компании Neste Oil.

### Политическая карьера
С 1987 года активно участвует в работе партии «Зелёный союз» (с 1991 по 1995 и с 2003 по 2009 годы была его председателем), от которой на выборах 2000 и 2006 годов баллотировалась на пост президента Финляндии. В первый раз получила 100 740 (3,3 %) голосов и заняла 5 место, во второй раз — 105 248 (3,5 %) голосов, заняв 4 место.

#### В Европейском парламенте
В 1996 году была избрана депутатом Европарламента от партии «Зелёный союз» и находилась в этой должности до 2003 года.
В 1999 году на выборах в Европейский парламент заняла первое место по числу полученных голосов среди всех кандидатов в Европарламент от Финляндии (9 %). В Европарламенте занимала пост председателя подкомитета по правам человека.
С 14 июля 2009 по 21 июня 2011 года вновь представляла Финляндию в качестве депутата в Европейском парламенте.
В феврале 2014 года объявила о намерении баллотироваться на пост депутата на предстоящих в мае выборах в Европарламент.

#### Министр по делам сотрудничества в целях развития
С 22 июня 2011 года в кабинета правительства Юрки Катайнена заняла пост министра по делам сотрудничества в целях развития; в её обязанности в этой должности входили вопросы управления государственной собственностью. Её место в Европарламенте заняла экс-председатель Партии «зелёных» Тарья Крунберг.
В начале октября 2013 года стало известно о незаконном давлении властей на руководство госкомпании Arctia Shipping: выяснилось, что в 2012 году, после того, как на ледоколах компании прошли акции протеста, организованные организацией Гринпис, руководство компании подало соответствующие заявления в полицию, однако позже после оказания давления со стороны министерства, которое возглавляла Хаутала, руководство компании заявления отозвало. 11 октября 2013 года Хаутала объявила о своём уходе в отставку, взяв на себя ответственность за факт отзыва руководством компании заявлений из полиции. 17 октября 2013 года её на этом посту сменил Пекка Хаависто.

#### Критика России
В 2007 году основала «Финско-российский гражданский форум», став его председателем и одним из наиболее решительных критиков России и её руководства в Финляндии. Присутствовала в качестве наблюдателя на акциях «Стратегии-31» и критиковала власти России за насилие против мирных демонстрантов, выступала в поддержку Михаила Ходорковского и российских диссидентов.
Неоднократно подвергала жесткой критике правительство России и власти финно-угорских регионов, не предпринимающих, по её мнению, активных действий в вопросе сохранения коренных этносов уральской языковой семьи. В апреле 2009 года в обращении на имя президента РФ Дмитрия Медведева написала: «Мы обеспокоены положением финно-угорских народов. Открытое их угнетение продолжается в Республике Марий Эл с 2001 года». В июле 2010 года Хаутала совместно с депутатом Европарламента Сату Хасси обратились к властям Пермского края с просьбой сохранить марийскую национальную школу в деревне Васькино Суксунского района.
Со слов Йохана Бекмана, во многом благодаря покровительству Хейди Хаутала сайт kavkazcenter.com функционирует с территории Финляндии, несмотря на то, что ранее власти Литвы и Швеции закрыли его, сочтя террористическим.
17 августа 2012 года в связи с оглашением в Москве приговора по делу Pussy Riot в своем блоге называла весь судебный процесс фарсом, а обращение с тремя женщинами, по её словам, было свидетельством того, как российские власти пытаются подавить демократическое движение России с помощью разных поправок в законодательство.
В 2015 году, в связи с критикой позиции России в отношении политического кризиса на Украине, попала в санкционный список и объявлена в России персоной нон грата. В 2016 году в российских СМИ со ссылкой на депутата Европарламента Татьяну Жданок появилась информация об изменении позиции Хейди по украинскому кризису, в частности по трагическому противостоянию в Одессе.

## Семья
- Партнёр — Андрей Некрасов, гражданин Великобритании, в незарегистрированном браке[16].
- Сын — Яспер (фин. Jasper род. 1981).

## Награды
- Медаль Мхитара Гоша (16 февраля 2016 года, Армения) — за значительный вклад в укрепление парламентского сотрудничества между Республикой Армения и Европейским Союзом, международное признание Геноцида армян[17]

## Публикации
- Моя Европа. Изд.: Tammi, 2003 (Соавторы: Олли Рен, Аллан Росас, Александр Стубб)
- Тезисы о России — стабильность или свобода. Изд.: Tammi, 2008
- Кто принимает решения по вопросам окружающей среды/ Х. Хаутала //Экологически безопасные решения — вопрос первостепенной важности. Изд.: Avain, 2008